# Karate Kid (personaggio)
Karate Kid è un personaggio dei fumetti DC Comics, del quale esistono due versioni:
- Il primo, il cui vero nome è Val Armorr, creato da Jim Shooter (testi) e Curt Swan (disegni). La sua prima apparizione è in Adventure Comics n. 346 (luglio 1966);
- il secondo è Myg, creato da Paul Levitz (testi) e Steve Lightle (disegni). La sua prima apparizione è in Legion of Super-Heroes (vol. 3[1]) n. 13 (agosto 1985).

## Biografia dei personaggi

### Val Armorr
il primo Karate Kid, Val Armorr compare per la prima volta su Adventure Comics n. 346 nel luglio 1966. Figlio del più grande signore del crimine giapponese, Val fu allevato dal saggio maestro Gru Bianca, che sconfisse il padre ponendo fine al suo impero. Cresciuto divenne il più giovane Samurai della storia ed entrò nella Legione dei Super-Eroi in cui rimase fino al suo matrimonio con la principessa Projecta.
Morto in seguito a uno scontro con Nemesis Kid, Val viene riesumato nel reboot del 1994, anche questa versione fu però eliminata dalla realtà ne Crisi finale: la Legione dei 3 mondi e riadattata in un nuovo reboot del 2005. In tale nuova versione, Val fu il solo legionario, assieme a Starman, a rimanere per molto tempo nel XX secolo, dove morì a seguito di una malattia simile al virus O.M.A.C..

### Myg
Il secondo Karate Kid, comparso per la prima volta nell'agosto 1985 su Legion of Super-Heroes n. 13, fu Myg di Lythyl; iscrittosi all'Accademia della Legione per seguire le orme di Val Armorr e seguito della sua morte, a causa di diversi diverbi con altri legionari tuttavia, il suo periodo di militanza tra le file della Legione dei Super-Eroi ebbe breve durata.
Tornato sul suo pianeta natale ne divenne il rappresentante presso il Consiglio dei Pianeti Uniti, e poco dopo sostenne lo scioglimento della Legione finendo ucciso da Radiation Roy durante un attacco da parte della Justice League of Earth.